# Allenoconcha basispiralis
Allenoconcha basispiralis är en snäckart som beskrevs av Preston 1913. Allenoconcha basispiralis ingår i släktet Allenoconcha och familjen Helicarionidae. Inga underarter finns listade i Catalogue of Life.